# Bisarma

Una bisarma es un tipo de lanza cuyo hierro posee por un lado una forma de hoz o semi guadaña desde la que se proyecta una cuchilla aguda paralela a su asta. La voz proviene del francés guisarme.

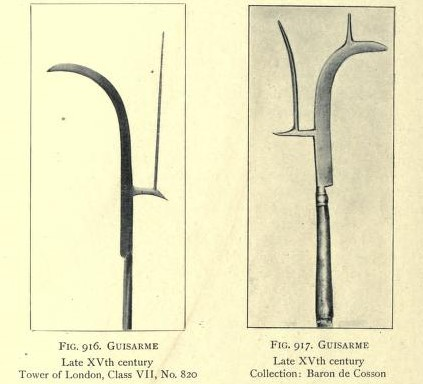
Dos ejemplos de bisarma

Desambiguación etimológica: Con anterioridad al siglo XVI, y a partir de los literatos decimonónicos, se puede encontrar bisarma (visarma) como voz para las hachas de doble tajo denominadas arcaicamente bipennis (bipennes).
Además, se puede también encontrar el término bisarma haciendo referencia a lanzas enastadas de la familia de las archas-gujas de moharra de cuchilla grande con doble filo:
Referencia: Universal vocabulario en latín y en romance, de Alfonso de Palencia, 1490
- Gessa. es grand cuchillo & segund festo pompeyo dixeron gessum por tyro graue.
- Gessa. assi como diximos es cuchillo grande no menos gessum es visarma quando en fin dela hasta esta el cuchillo.

## Orígenes
La bisarma puede ser una evolución de herramientas campesinas como la guadaña o el rozón, se cree que su desarrollo se dio en Francia o Inglaterra -cada especialista de estos respectivos países se la atribuye, o bien con el nombre de guisarme o bien con el de Bill-Hook (inglés)-, sobre el siglo XI.

## La bisarma en la Historia
La bisarma fue un arma supuestamente empleada en un principio por levas —como dicen de casi todas las armas de asta que contienen alguna forma similar a herramientas campesinas—, pero se popularizaron por emplearlas los cuerpos de infantería ingleses del siglo XIV y los arqueros franceses del siglo XV. En este sentido, parece ser que la versión francesa (incluso se dijo por un tiempo guisarmier a los arqueros) es la más cierta en cuanto que hay muchos problemas etimológicos y de traducción con la familia de armas de asta de hoja multiforme, como: bill, bill-hook, guisarme, bisarme, partisane, partisan, glaive, vougue, voulgue, fauchard, alabarda, etc. Por ello, algunas de las narraciones históricas hacen referencia a otro tipo de arma o bien se traducen erróneamente. En definitiva, esta arma, que fue empleada sobre todo en los dos países antes mencionados, sirvió como arma de defensa de tropas de a pie y/o de arqueros, y consistía en un "gancho" y un "pincho" asido a un asta de cerca de los dos metros, nada más.

## Morfología
La característica principal de esta arma de asta de hoja "compuesta" radica en su funcionalidad, la de enganchar y derribar (gancho) y la de atacar a herir punzando (pincho). Ese fue su primer uso y primera evolución. Más tarde se comenzaron a añadir púas más pequeñas que sobresalían del filo curvado tradicional para asegurarse "agarre" en los golpes -evitar salir desviada por escudos y armaduras-, más que para realizar mayor daño. Pero esto se vino haciendo sin cambiar la forma primitiva de pincho largo en el tope y gancho que sale del "hierro" de la lanza a manera de serpentina.
Para aclarar más, cabe decir que en inglés se denomina actualmente a esta arma como bill-hook o bill-guisarme, y cuando no tiene pincho superior la dejan por su nombre, "guisarme". En francés, si diferencian más su procedencia morfológica, proviene del fauchard - faux de guerre (de las gujas-archas, guadañas de guerra), y se le llama guisarme a la que se presenta en el artículo.
En referencia a su longitud "práctica", normalmente este tipo de armas de asta de melé tenían la longitud pareja a la de un hombre con su brazo extendido hacia arriba, para asegurarse que al cambiar de lado a lado la lanza su longitud no interfiriera su uso. Hay que recordar que este tipo de armas precede al uso de lanzas largas de grandes formaciones de siglos posteriores. Por esto, si tomamos la media de altura de un infante inglés de la Baja Edad Media (Entre 170 y 180 centímetros) tendremos que este tipo de armas estaría en torno a los dos metros rebasados.
- Datos: Q1554155
- Multimedia: Guisarmes / Q1554155